# Zhenggu
Zhenggu (chinesisch 正骨, Pinyin zhènggǔ, englisch bonesetting) ist ein Begriff aus der traditionellen chinesische Medizin mit dem die Einrenkung von gebrochenen und ausgerenkten Knochen bezeichnet wird. 
Die Behandlungsweisen für das Einrenken von gebrochenen und ausgerenkten Knochen der traditionellen chinesischen Medizin (中医正骨疗法,  Zhongyi zhenggu liaofa) stehen auf der Liste des immateriellen Kulturerbes der Volksrepublik China (Nr. 445). 
In der Erweiterung zur Ersten Liste (s. Quellen: Wikisource) werden folgende Traditionen unterschieden: 
- Gongting zhenggu 宫廷正骨
- Luoshi zhenggu fa 罗氏正骨法
- Shishi shangke liaofa 石氏伤科疗法
- Pingle Guoshi zhenggu fa 平乐郭氏正骨法

Orte, an denen die Tradition des Zhenggu lebendig ist, sind:
- Huguosi-Krankenhaus für Traditionelle chinesische Medizin (Peking) (Beiing shi Huoguosi zhongyi yiyuan 北京市护国寺中医医院)
- Stadtbezirk Chaoyang (Peking) 北京市朝阳区
- Stadtbezirk Huangpu (Shanghai) 上海市黄浦区
- Luoyang (Provinz Henan) 河南省洛阳市
- Shenzhen (Provinz Guangdong) 广东省深圳市

In Luoyang (Provinz Henan) befindet sich das Zhenggu-Krankenhaus (Zhenggu yiyuan), das auf eine über 200-jährige Tradition zurückblickt.